# Генератор фракталов
Генератор фракталов — компьютерная программа, генерирующая изображения фракталов. Существует множество подобных программ, бесплатных и коммерческих, открытых и проприетарных.

## Возможности
Большинство подобных программ позволяют выбрать алгоритм генерации фрактала, увеличить тот или иной фрагмент изображения, поменять цветовую гамму, отредактировать некоторые топологические параметры и сохранить полученное изображение в одном из популярных графических форматов, таких как JPEG, TIFF или PNG, а также сохранить параметры генерации конкретного фрактала, что позволяет повторное использование и модификацию таких фрактальных изображений.
Многие программы позволяют вводить собственные формулы, а также осуществлять дополнительный контроль, вроде фильтрации полученного изображения. Некоторые пакеты позволяют генерировать фрактальную анимацию.
Ряд графических редакторов общего назначения, например GIMP, включают фильтры или плагины для генерации фракталов.

## Список генераторов фракталов
- Apophysis
- Bryce
- Chaoscope[1]
- ChaosPro[2]
- Electric Sheep[3]
- Fractal Explorer[4]
- Fractint[англ.][5][6]
- Fractracer
- Frax[7]
- IFS Builder 3d[8]
- Mandelbulb3D[9]
- Mandelbulber[10]
- SpangFract[11]
- Sterling[англ.][12]
- Ultra Fractal
- XaoS[англ.][13]
- XenoDream[14]
- FLAM3